# A Third Opinion
A Third Opinion är den svenska rockgruppen The Maharajas fjärde album, utgivet 2005 på CD av Low Impact Records (Sverige). Inspelningen gjordes i Dustward Studios av Stefan Brändström och mixades av Stefan Brändström & Måns P Månsson.

## Låtlista
1. ”I'm Crackin' Up” (Guttormsson) – 2:34
2. ”Don't Wanna Lose You” (Guttormsson) – 1:44
3. ”Misty Night” (Guttormsson) – 2:15
4. ”Ethanol Rocket II” (Guttormsson) – 2:17
5. ”A Hole In My Head” (Lindberg) – 2:59
6. ”Flying” (Guttormsson) – 3:07
7. ”Time” (Lindberg) – 2:27
8. ”Since You've Been Away” (Lilja) – 2:50
9. ”My Other Face” (Guttormsson) – 2:31
10. ”A Girl Instead Of Me” (Lindberg) – 1:26
11. ”Sunday Girl” (Lindberg) – 2:41
12. ”Good Life” (Guttormsson) – 2:54
13. ”The Invisible Man” (Guttormsson) – 2:02
14. ”Night Has Come Again” (Lilja) – 2:22

## Medverkande
- Jens Lindberg – sång, gitarr, orgel, bakgrundssång
- Anders Öberg – trummor
- Mathias Lilja – sång, gitarr, orgel
- Ulf Guttormsson – basgitarr, bakgrundssång